# Jonas Bergman (skarprättare)
Jonas Bergman, född 1757, död 22 augusti 1817 på Södermalm, var skarprättare i Stockholm åren 1792–1817. Han avrättade kapten Jacob Johan Anckarström den 27 april 1792 för mordet på Gustav III.
Bergman arbetade som timmermansdräng innan han efterträdde Jonas Willman som skarprättare 1792. Han hade sin tjänstebostad i Gamla stan i kvarteret "Helvetet". Han ansökte om konkurs i december 1793.
I april 1792 avrättade han konungamördaren Jacob Johan Anckarström vid galgbacken på Hammarbyhöjden. Han högg först av högra handen samt huvudet, för att därefter skära upp liket och ta ut innanmätet. Han styckade sedan Anckarströms kropp i fyra delar som sedan kunde bevittnas för allmän beskådan. Bergman eftersökte en ny medhjälpare i hans vardagliga arbete i samband med att hans tidigare hantlangare avlidit, vilket annonserades i dagstidningen Dagligt Allehanda i december 1807.
Omgående efter Bergmans död annonserades det ut att man sökte en ny skarprättare i Stockholm stad. Han var bosatt den sista tiden på Timmermannagatan nr 9 i Maria Magdalena församling.